# Lil' Keke
Lil' Keke, pseudonimo di Marcus Lakee Edwards (31 marzo 1976), è un rapper statunitense.
Lil'Keke è un mc e membro della Screwed Up Click. Divenne uno dei rapper più famosi e rispettati di Houston, pubblicando album solisti per la Jam Down Entertainment. Lil' Keke è diventato un rapper famoso e continua a pubblicare album annualmente. La sua canzone Southside fu un successo nel 1998. Nel 2006 tornò col singolo "Chunk Up Tha Deuce" con Paul Wall e gli UGK. Attualmente è sotto contratto con la Swishahouse Records.

## Discografia
- 1997: Don't Mess Wit Texas (disco d'oro)
- 1998: The Commission (disc o d'oro)
- 1999: It Was All A Dream
- 2001: Peepin In My Window
- 2002: Platinum In Da Ghetto
- 2002: Birds Fly South
- 2003: Big Unit (con Slim Thug)
- 2003: Street Stories
- 2003: Changin' Lanes
- 2004: Wreckin' 2004
- 2004: Currency
- 2005: In A Hood Near You
- 2005: Str8 Out Da Slums (con The Jacka)
- 2005: Since The Grey Tapes Vol. 3 (with Big Pokey)
- 2005: Undaground-All Stars: The Texas Line Up
- 2006: The Album B4 The Album Mixtape
- 2006: DJ Drama & Lil' Keke - Minor Setback For A Major Comeback
- 2007: Loved by Few, Hated by Many
- 2012: Heart of a Hustla
- 2014: Money don't Sleep
- 2016: Slfmade